# Merremia discoidesperma
Merremia discoidesperma là một loài thực vật có hoa trong họ Bìm bìm. Loài này được (Donn. Sm.) O'Donell mô tả khoa học đầu tiên năm 1941.